# Sineleotris saccharae
Sineleotris saccharae är en fiskart som beskrevs av Herre, 1940. Sineleotris saccharae ingår i släktet Sineleotris och familjen Odontobutidae. Inga underarter finns listade i Catalogue of Life.